# Ben Blue
Ben Blue (ur. 12 września 1901, zm. 7 marca 1975) – kanadyjski aktor filmowy i telewizyjny.

## Filmografia
seriale
- 1954: Disneyland jako Ben
- 1958: Shirley Temple’s Storybook jako Strach na wróble
- 1967: Accidental Family jako Ben McGrath

film
- 1927: The Arcadians jako Simplicitas Smith
- 1937: Płynne złoto jako Zeke
- 1938: Wielka transmisja jako Mike
- 1939: Miesiąc miodowy w Paryżu jako Sitska
- 1942: Dla mnie i mojej dziewczyny jako Sid Simms
- 1946: Easy to Wed jako Spike Dolan
- 1966: Rosjanie nadchodzą jako Luther Grilk
- 1968: Gdzie byłeś, gdy zgasły światła? jako mężczyzna z brzytwą